# Novate Mezzola
Novate Mezzola is een gemeente in de Italiaanse provincie Sondrio (regio Lombardije) en telt 1713 inwoners (31-12-2004). De oppervlakte bedraagt 99,7 km², de bevolkingsdichtheid is 17 inwoners per km².

## Demografie
Novate Mezzola telt ongeveer 707 huishoudens. Het aantal inwoners daalde in de periode 1991-2001 met 1,9% volgens cijfers uit de tienjaarlijkse volkstellingen van ISTAT.

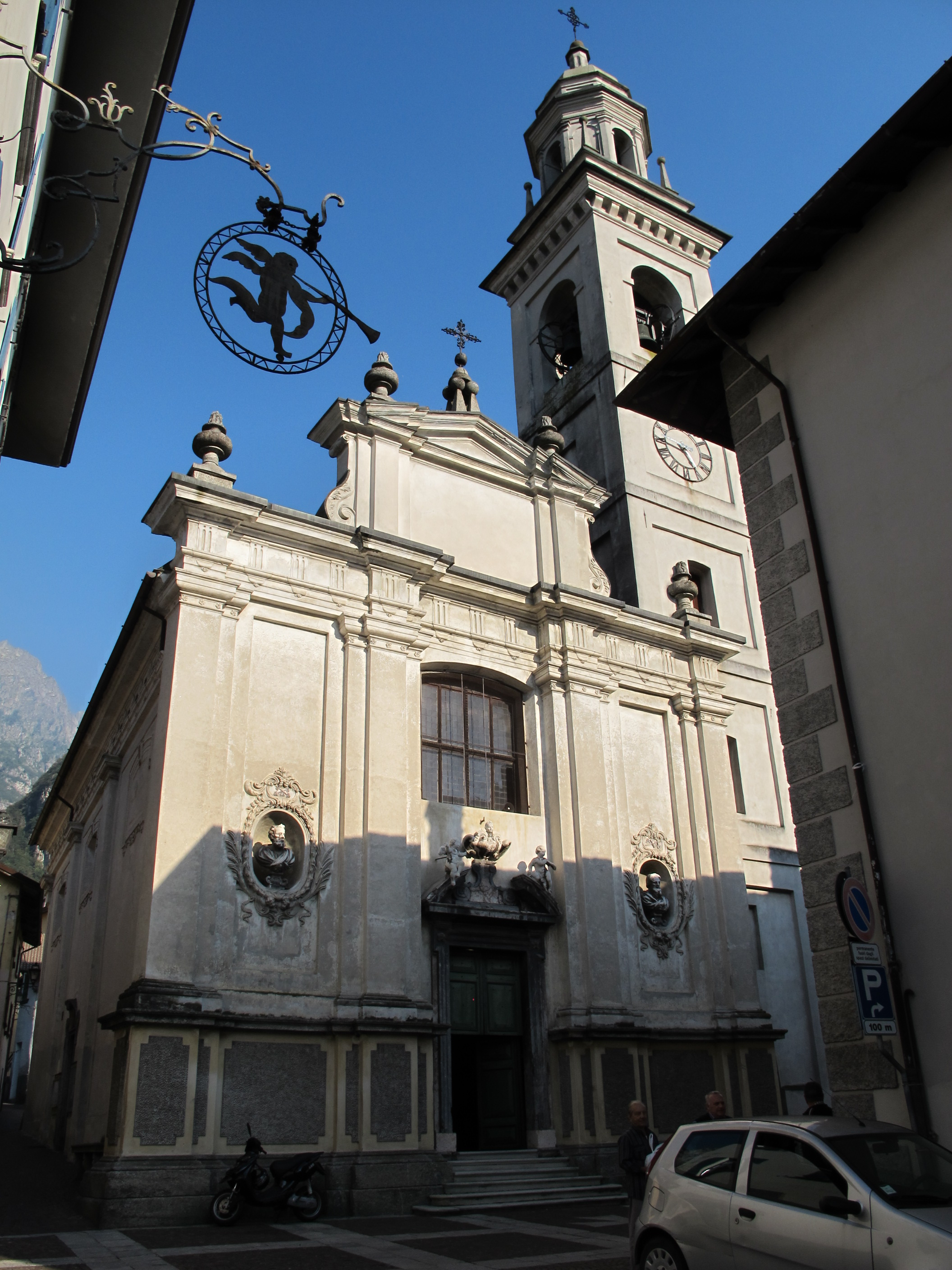
Novate Mezzola

| Jaar | Inwoneraantal |
| ---- | ------------- |
| 1991 | 1677          |
| 2001 | 1645          |

## Geografie
Novate Mezzola grenst aan de volgende gemeenten: Cercino, Cino, Civo, Dubino, Mello, Piuro, Prata Camportaccio, Samolaco, Sorico (CO), Traona, Val Masino, Verceia, Villa di Chiavenna.